# メッツォメリーコ
メッツォメリーコ（伊: Mezzomerico）は、イタリア共和国ピエモンテ州ノヴァーラ県にある、人口約1,200人の基礎自治体（コムーネ）。

## 地理

### 位置・広がり
| 隣接するコムーネは以下の通り。 - アグラーテ・コントゥルビア - ディヴィニャーノ - マラーノ・ティチーノ - オレッジョ - スーノ - ヴァプリオ・ダゴーニャ |